# Enotes lifuanus
Enotes lifuanus là một loài bọ cánh cứng trong họ Cerambycidae.